# 山崎駅 (愛知県)
山崎駅（やまざきえき）は、愛知県稲沢市祖父江町山崎中屋敷にある、名古屋鉄道尾西線の駅である。駅番号はBS07。

## 歴史
- 1930年（昭和5年）1月25日 - 開業。
  - 太平洋戦争間に一時休止され後に復活している[1]。
- 1952年（昭和27年）3月25日 - 無人化[2]。
- 1959年（昭和34年）7月1日 - 駅務代行制度により名鉄共栄社の売店が乗車券委託販売と改札集札業務を代行営業[3]。
- 2007年（平成19年）12月14日 - トランパス導入[4]。
- 2011年（平成23年）2月11日 - ICカードmanaca導入。
- 2012年（平成24年）2月29日 - トランパス供用終了。

駅務を代行する駅前売店（1959年）
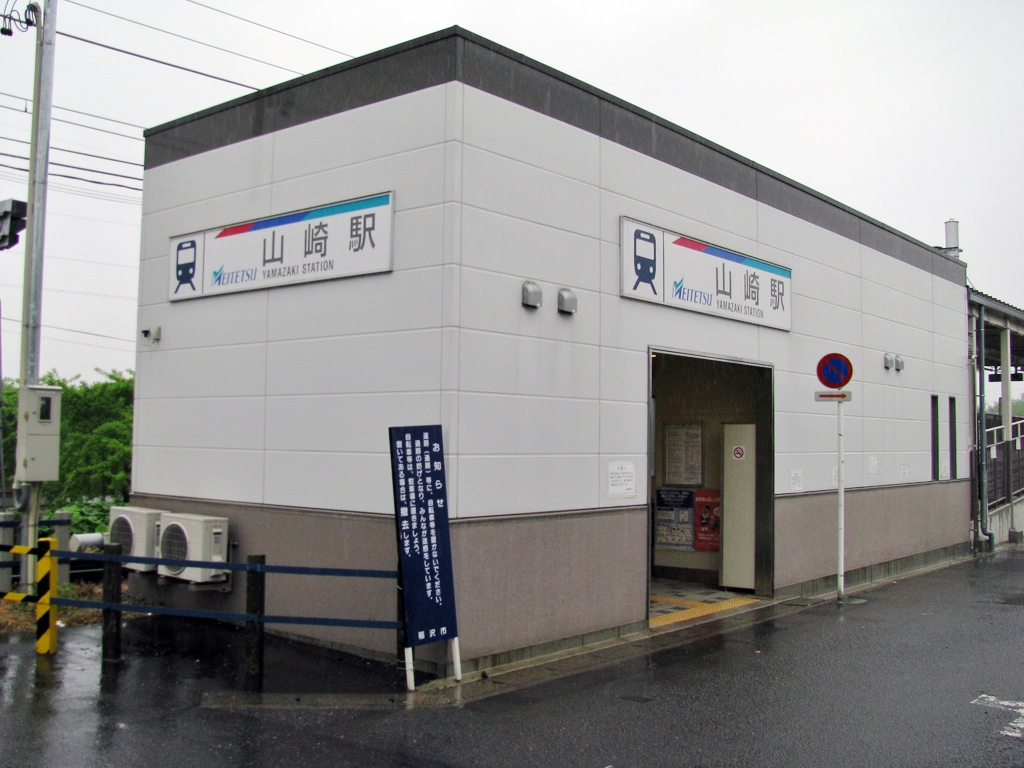
簡易駅舎の以前の塗色（2009年）

## 駅構造
単式1面1線ホームを持つ地上駅。駅集中管理システムが導入された無人駅である。改札口はホームの名鉄一宮寄りに1箇所あり、付近には自動券売機（継続manaca定期乗車券及び新規通勤manaca定期乗車券の購入も可能ではあるが、名鉄ミューズカードによる決済は7:00~22:00の間に限られる）と自動精算機（ICカードのチャージ等も可能）を1台ずつ備えている。また「そぶえイチョウ黄葉まつり」の際は、駅前で臨時のきっぷうりばが開設される。トイレは設置されていないが、上記イベント実施時期には改札外に仮設トイレが数台設置される。
| 路線                         | 方向 | 行先         | 備考                                         |
| ---------------------------- | ---- | ------------ | -------------------------------------------- |
| BS 尾西線 （名鉄一宮〜津島） | 上り | 名鉄一宮ゆき |                                              |
| BS 尾西線 （名鉄一宮〜津島） | 下り | 津島方面     | 津島経由須ヶ口・名古屋方面の列車は平日朝のみ |

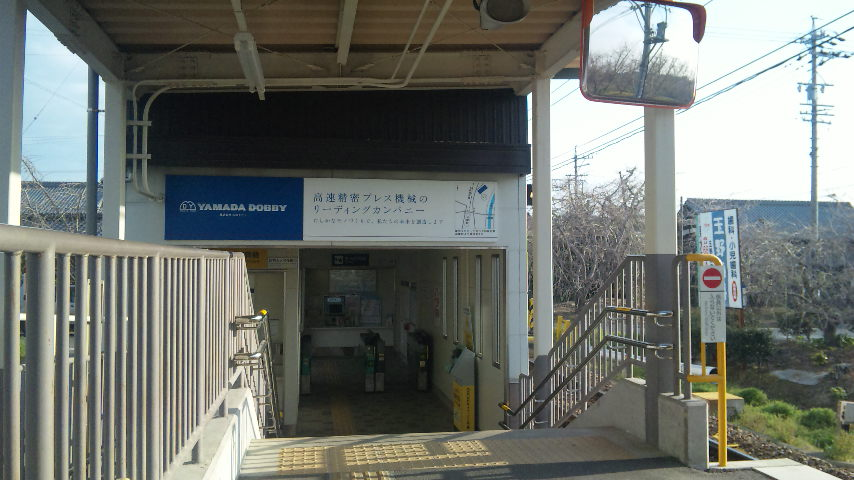
改札口
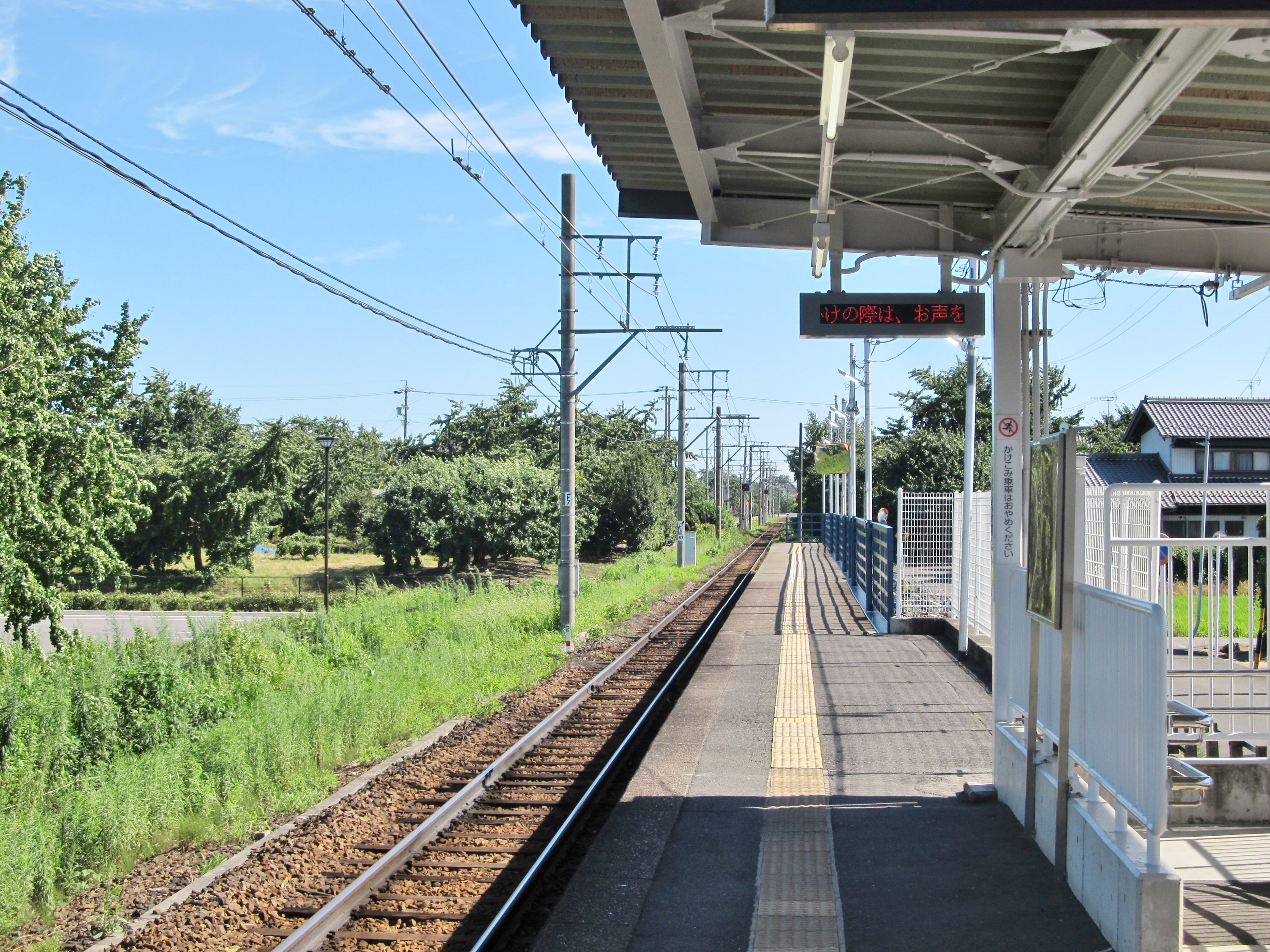
ホーム
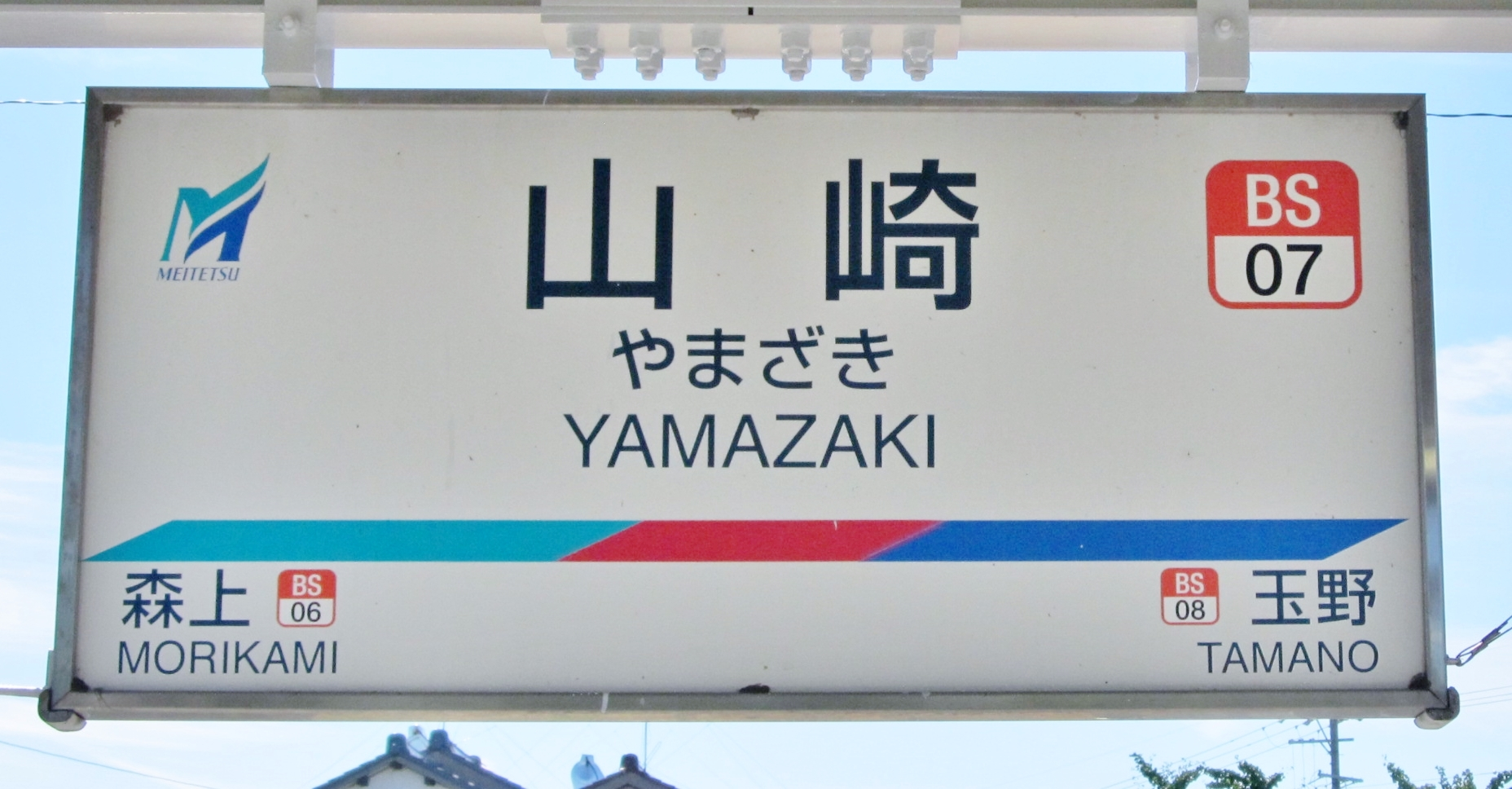
駅名標

### 配線図
| ← 名鉄一宮方面 | 山崎駅 構内配線略図 | → 津島方面 |
| 凡例 出典:     |                     |            |

## 利用状況
毎年11月-12月には当駅周辺をメイン会場に「そぶえイチョウ黄葉まつり」（来場者:約17万人）が開催されるため、期間中は利用者で混雑する。
- 『名鉄120年：近20年のあゆみ』によると2013年度当時の1日平均乗降人員は1,107人であり、この値は名鉄全駅（275駅）中213位、尾西線（22駅）中15位であった[9]。
- 『名古屋鉄道百年史』によると1992年度当時の1日平均乗降人員は710人であり、この値は岐阜市内線均一運賃区間内各駅（岐阜市内線・田神線・美濃町線徹明町駅 - 琴塚駅間）を除く名鉄全駅（342駅）中254位、尾西線（23駅）中20位であった[10]。
- 「稲沢の統計」、「移動等円滑化取組報告書」によると1日の平均乗降者数は下記の通りであった[11][12]。

| 年度   | 1日平均 乗降人員 |
| ------ | ---------------- |
| 2011年 | 1,003            |
| 2012年 | 1,069            |
| 2013年 | 1,107            |
| 2014年 | 1,076            |
| 2015年 | 1,077            |
| 2016年 | 1,056            |
| 2017年 | 1,077            |
| 2018年 | 1,071            |
| 2019年 | 1,043            |
| 2020年 | 807              |

## 駅周辺
- 祖父江ぎんなんパーク
- 山田ドビー本社工場
- サカエ理研工業稲沢工場
- 稲沢市立山崎小学校
- 日光川
- 愛知県道133号稲沢祖父江線

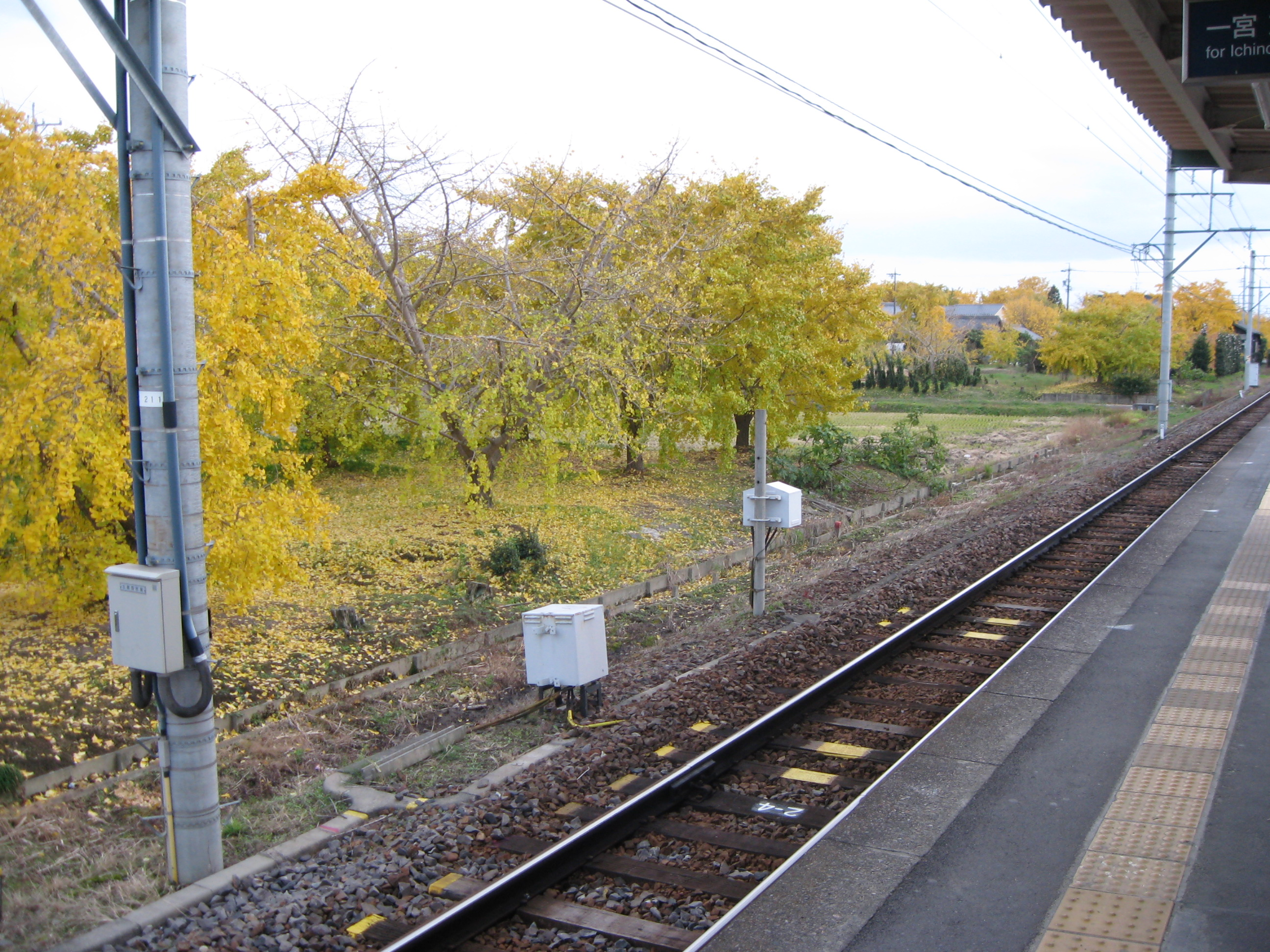
ホームから黄葉したイチョウを見る（2010年11月）

- 稲沢市コミュニティバス接続便 山崎停留所、西島西停留所

## 隣の駅
名古屋鉄道
BS 尾西線（名鉄一宮〜津島）
森上駅（BS06） - 山崎駅（BS07） - 玉野駅（BS08）